# Constantino de Laodiceia
Constantino (em latim: Constantinus) foi um oficial bizantino do século VI, ativo no reinado do imperador Anastácio I (r. 491–518).

## Vida
As origens de Constantino são incertas. Segundo Conde Marcelino, foi mestre dos soldados do Oriente e então foi ordenado bispo de Laodiceia, talvez na Síria. Ocupou ambas as posições antes de 510. No final de 505 / começo de 506, por sua influência, o oficial João respondeu à epístola de Magno Félix Enódio. Talvez pode ser o conde dos assuntos militares homônimo e, caso seja, foi sacerdote em Niceia antes de ser bispo em Laodiceia.